# Pitcairnia leprosa
Pitcairnia leprosa är en gräsväxtart som beskrevs av Lyman Bradford Smith. Pitcairnia leprosa ingår i släktet Pitcairnia och familjen Bromeliaceae. Inga underarter finns listade i Catalogue of Life.